# Port Moody
Port Moody är en ort i Kanada.   Den ligger i provinsen British Columbia, i den södra delen av landet, 3 500 km väster om huvudstaden Ottawa. Port Moody ligger 6 meter över havet och antalet invånare är 27 512.
Terrängen runt Port Moody är varierad.Runt Port Moody är det tätbefolkat, med 947 invånare per kvadratkilometer.. Närmaste större samhälle är Vancouver, 19,7 km väster om Port Moody. 
I omgivningarna runt Port Moody växer i huvudsak barrskog.